# Sinopotamon jianglenense
Sinopotamon jianglenense is een krabbensoort uit de familie van de Potamidae. De wetenschappelijke naam van de soort is voor het eerst geldig gepubliceerd in 1993 door Dai, Chen & Cai.